# Baxter Bowman
Pour les articles homonymes, voir Bowman.
Baxter Bowman, né avant 1814 et mort le 13 décembre 1853 à Buckingham, est un homme d'affaires et homme politique canadien.
Entrepreneur forestier, il s'installe à Buckingham en 1824 où il y fait construire les premières scieries, constituant un complexe industriel sur les rives de la rivière du Lièvre.
Proche de la Clique du Château, il siège à la Chambre d'assemblée du Bas-Canada de 1834 jusqu'à sa dissolution en 1838 en tant que député du comté d'Ottawa. Il occupe aussi les fonctions de capitaine dans la milice locale et agit en tant que juge de paix dans le canton de Buckingham.

## Biographie
Né avant 1814, Baxter Bowman s'installe à Buckingham en juillet 1824 et y débute la construction de la première scierie sur les rives de la rivière du Lièvre, qui entre en service en janvier 1825. Il y fait également ériger un moulin à farine en 1826, le premier du village. En 1835, il possède trois scieries et sa production annuelle s'élève à 150 000 madriers annuellement, avant qu'il n'ajoute une quatrième scierie à son complexe industriel en 1841. En parallèle, en 1833, il fait construire un glissoir à billes aux Grandes Chutes (High Falls, en anglais), situées à la frontière entre les actuelles municipalités de Bowman et de Val-des-Bois.
À la suite des élections législatives se concluant le 22 novembre 1834, il représente, avec James Blackburn, le comté d'Ottawa à la Chambre d'assemblée du Bas-Canada. Il entretient alors des liens étroits avec la Clique du Château et le Parti bureaucrate. Dans le contexte de la rébellion des Patriotes, il agit en tant que capitaine dans la milice d'Ottawa afin de contrer un éventuel soulèvement dans la région. Le 21 décembre 1837, il est nommé commissaire chargé de l'assermentation dans le comté. Son mandat de député prend fin le 27 mars 1838, lors de la suspension de la constitution du Bas-Canada.
Dans le canton de Buckingham, Baxter Bowman a le rôle de juge de paix, inscrit à cette fonction en 1842 et 1853, notamment. Au cours de cette dernière année, il remplit également la fonction de commissaire per dedimus potestatem. En mai 1852, il intervient pour faire regrouper les protestants des cantons de Buckingham et de Portland sous une même commission scolaire dissidente.
Durant les dernières années de sa vie, il partage son temps entre ses résidences de Buckingham et de Meredith, au New Hampshire. Il meurt au cours de l'un de ses séjours à Buckingham, le 13 décembre 1853. Ses funérailles ont lieu dans ce même village, le 1er janvier 1854, en l'église épiscopale de Saint-Stephen. Son corps est ensuite transporté à Meredith, où il est enterré.

## Postérité
Le rôle que joue Baxter Bowman dans le développement de l'industrie du bois dans la Basse-Lièvre et la colonisation de ce territoire est rappelé par la présence de toponymes qui lui sont associés dans la région. C'est le cas du canton de Bowman, proclamé en 1861, situé à une quarantaine de kilomètres au nord de Buckingham. De ce canton est issue, en 1885, la municipalité des cantons unis de Bowman-et-Villeneuve, qui est scindée en 1913 lors de la création de la municipalité de canton de Bowman.